# Gerd Pelz
Gerd Pelz (* 25. September 1958) ist ein ehemaliger deutscher Fußballspieler. In der höchsten Spielklasse des DDR-Fußballs, der Oberliga, spielte er für den FC Karl-Marx-Stadt.

## Sportliche Laufbahn
Vor der Oberligasaison 1978/79 wurde der Abwehrspieler aus dem Nachwuchsoberligaaufgebot des FC Karl-Marx-Stadt in die 1. Mannschaft im Oberhaus des ostdeutschen Fußballs hochgezogen. Dem Fußballclub aus dem damaligen Karl-Marx-Stadt gehörte er bereits seit 1974 an. Der gelernte Werkzeugmacher debütierte im Frühjahr im Team um Mannschaftskapitän Frank Sorge. Beim 1:1-Heimremis gegen den FC Carl Zeiss Jena am 17. Spieltag spielte er die 1. Halbzeit, bis ihn FCK-Coach Manfred Kupferschmied zur Pause durch Volker Schlegel ersetzt.
Nachdem er bereits 1983/84 nicht mehr in Oberligaspielen für die Karl-Marx-Städter eingesetzt worden war, vermeldeten die ostdeutschen Sportmedien im Sommer 1984 seine Einberufung in die Nationalen Volksarmee. Nach der Rückkehr zählte er bis 1988 zum Kader des FC Karl-Marx-Stadt II in der drittklassigen Bezirksliga. Danach verliert sich Pelz' Spur im höherklassigen Fußballsport.
Zwischen 1978/79 und 1982/83 hatte der 1,84 Meter große Verteidiger 55 Erstligapartien bestritten. Vor allem in seinem zweiten Oberligajahr gehörte er mit 20 von 26 möglichen Einsätzen zum FCK-Stammpersonal und auch 1981/82 zählte er mit 18 Saisonpunktspielen zu den am häufigsten aufgebotenen Akteuren. Im Spieljahr 1982/83 zog der FC Karl-Marx-Stadt ins Finale des FDGB-Pokalwettbewerbs ein. Im mit 0:4 gegen den 1. FC Magdeburg verlorenen Endspiel stand Gerd Pelz aber nicht auf dem Feld.